# Бэйнс, Нейкта
Нейкта Бэйнс (англ. Naiktha Bains; род. 17 декабря 1997, Лидс) — британская профессиональная теннисистка, с 2014 по 2019 год выступавшая за Австралию. Четвертьфиналистка турнира Большого шлема в парном разряде (Уимблдон-2023); победительница двадцати шести турниров ITF (2 — в одиночном разряде).
Полуфиналистка двух юниорских турниров Большого шлема в парном разряде (Открытый чемпионат Австралии-2014 и Открытый чемпионат Франции-2014).

## Спортивная карьера

### Юниорские турниры
В январе и мае 2014 года стала полуфиналисткой двух юниорских турниров Большого шлема в парном разряде на Открытом чемпионате Австралии и Открытом чемпионате Франции.
В августе 2014 года представляя Австралию стала четвертьфиналисткой II-х летних юношеских Олимпийских игр в парном разряде вместе с соотечественницей Присциллой Хон, где они проиграли Софии Кенин и Ренате Сарасуа со счётом: 6-7, 1-6.

### Взрослые турниры
В 2017—2019 годах стала победительницей двух турниров ITF в одиночном разряде.
И в 2016—2024 годах стала победительницей ещё двадцати четырёх турниров ITF в парном разряде.

#### 2023—2024
В начале июля 2023 года на Уимблдонском турнире в парном разряде вместе с соотечественницей Майей Ламсден дошла до четвертьфинала соревнований, в котором они проиграли Элизе Мертенс и Сторм Хантер, — которые в итоге стали вице-чемпионками этого турнира.
В середине августа 2023 года стала финалисткой в парном разряде вместе с соотечественницей Майей Ламсден турнира WTA-125 в городе Гродзиск-Мазовецкий (Польша), где она в финале проиграла Катажине Кава и Эликсан Лешемия со счётом 3-6, 4-6.
В середине апреля 2024 года стала финалисткой в парном разряде вместе с соотечественницей Майей Ламсден турнира WTA-250 в Руане (Франция), где она в финале проиграла Ирине Хромачёвой и Тимея Бабош со счётом 3-6, 4-6.

## Итоговое место в рейтинге WTA по годам
| Год  | Одиночный рейтинг | Парный рейтинг |
| 2023 | 386               | 98             |
| 2022 | 342               | 220            |
| 2021 | 290               | 289            |
| 2020 | 242               | 218            |
| 2019 | 292               | 205            |
| 2018 | 307               | 139            |
| 2017 | 379               | 198            |
| 2016 | 445               | 325            |
| 2015 | 630               | 836            |
| 2014 | 713               | 1103           |
| 2013 | 1041              | 1236           |
| 2012 | 980               | 1159           |